# Spröd vaxskivling
Spröd vaxskivling (Hygrocybe ceracea) är en svampart som först beskrevs av Franz Xaver von Wulfen, och fick sitt nu gällande namn av Paul Kummer 1871. Spröd vaxskivling ingår i släktet Hygrocybe och familjen Hygrophoraceae.  Arten är reproducerande i Sverige. Inga underarter finns listade i Catalogue of Life.